# Rubus hylophilus
Rubus hylophilus är en rosväxtart som beskrevs av Jean Baptiste Marie Joseph Solange Eugène Ripart och Léon Gaston Genevier. Rubus hylophilus ingår i släktet rubusar, och familjen rosväxter. Inga underarter finns listade i Catalogue of Life.